# Costin Lazăr
Costin Lazăr (Bucarest, Rumanía, 24 de abril de 1981) es un futbolista rumano, se desempeña como centrocampista de corte defensivo y actualmente juega en el PAOK de Salónica griego.

## Clubes
| Club                  | País    | Año         | Partidos | Goles |
| FC Sportul Studențesc | Rumanía | 1999 - 2006 | 157      | 9     |
| FC Rapid Bucarest     | Rumanía | 2006 - 2011 | 134      | 9     |
| PAOK Salónica FC      | Grecia  | 2011 -      | 8        | 2     |

- Datos: Q556803
- Multimedia: Costin Lazăr / Q556803